# Botfalva
Botfalva, ukrajinsky Ботфалва, maďarsky Botfalva, je část obce Tarnivci, v územní komunitě Cholmok, v užhorodském okrese Zakarpatské oblasti Ukrajiny. V roce 2001 zde žilo 579 obyvatel, z toho 65,98 % obyvatel bylo maďarské národnosti.

## Historie
Do uzavření Trianonské smlouvy byla ves součástí Uherska, poté byla součástí nově vzniklého Československa. V roce 1930 zde žilo 463 obyvatel. V roce 1938 byla ves v důsledku první vídeňské arbitráže přičleněna k Maďarsku. Po skončení druhé světové války byla postoupena Sovětskému svazu. Od roku 1945 byla součástí Ukrajinské sovětské socialistické republiky, která byla součástí SSSR. Od roku 1991 je součástí nezávislé Ukrajiny.

## Rodáci
- Endre Korláth (1881-1946), československý politik maďarské národnosti a meziválečný poslanec Národního shromáždění